# Méxicoleaks
Méxicoleaks  (del inglés leak, «fuga», «goteo», «filtración [de información]») es una plataforma web mexicana independiente que permite que la ciudadanía realice denuncias anónimas, así como filtraciones de información asociada a corrupción gubernamental que puedan derivar en una investigación noticiosa con la finalidad de mejorar la transparencia y la participación ciudadana.
La plataforma fue lanzada el 10 de marzo de 2015, y a la misma se unieron varios medios de comunicación como Animal Político; emeequis; Más de 131; Periodistas de a Pie; Proyecto sobre Organización, Desarrollo, Educación e Investigación (PODER); Proceso; Red de Defensa de los Derechos Digitales (R3D); y Aristegui Noticias.

## Funcionamiento
La ciudadanía puede enviar documentos que involucren a autoridades cometiendo crímenes o actos de corrupción a través del sitio web. La información de esos documentos será corroborada por las agencias de noticias y organizaciones civiles que forman la red del proyecto. Asimismo, la información filtrada recibirá cobertura mediática, legal y civil.
Para poder proteger a las personas que filtren documentos, el sitio está construido bajo la plataforma GlobaLeaks, un sistema de código abierto diseñado para revelar secretos de forma anónima. Sin embargo, la recomendación es que el mismo informante tome sus precauciones desde el inicio a través del uso del navegador anónimo Tor. Las comunicaciones de la plataforma viajan cifradas bajo el protocolo PGP.
Las filtraciones ciudadanas, que serán investigadas por periodistas, deberán estar fundamentadas en documentos, fotografías o vídeos.

## Relación con WikiLeaks
Méxicoleaks funciona con filtraciones de información que realizan fuentes anónimas, de manera similar a como lo hace WikiLeaks. Sin embargo, no existe una relación directa entre ambas entidades, que operan de forma independiente; aunque mediáticamente la plataforma ha recibido el sobrenombre del WikiLeaks mexicano.

## Recepción del sitio web
Uno de los eventos que causó más controversia con respecto al lanzamiento de la plataforma, fue la confrontación directa entre los directivos de MVS Radio con la periodista Carmen Aristegui. MVS se deslindó de Méxicoleaks, reprochando el uso de su marca sin la autorización correspondiente. Ante esto, la empresa tomó la decisión de despedir a dos miembros del programa, Daniel Lizárraga e Irving Huerta. Aristegui solicitó la reintegración de los dos reporteros, y ante la negativa de MVS, se terminó la relación laboral de ambas partes. La noticia causó revuelo en diversos medios de comunicación y en las redes sociales, especialmente en Facebook y Twitter. Usuarios pidieron el regreso de Carmen Aristegui al noticieron mediante el hashtag "#EnDefensaDeAristegui".
Luego de la salida de Carmen Aristegui y su equipo de MVS Radio, Méxicoleaks notificó mediante un comunicado que ellos se deslindaban de MVS, mas no de Aristegui y su equipo de investigación a quienes aún consideraban como parte de la plataforma.

## Filtraciones
- El sitio Aristegui noticias informó que mediante Méxicoleaks se recibió una nota en la que se informaba que Enrique Peña Nieto, presidente de México, se hospedaría en el hotel Sofitel de Bélgica durante la cumbre de Jefes de Estado de la Unión Europea con sus pares Latinoamericanos y Caribeños. El costo por hospedarse en dicho hotel, señala el comunicado, es de 2,850 euros (48 mil pesos mexicanos) la noche, dando como resultado un total de 8,550 euros (145,350 pesos mexicanos) por las tres noches en las que se hospedaría el presidente. Al mismo tiempo, el documento filtrado indica que la presidencia de le república hizo una reservación de 37 habitaciones en dicho hotel para una reunión de trabajo entre el 9 y 12 de junio de 2015, con un costo de 52,200 euros (unos 887,400 pesos mexicanos).[12]
- Según datos filtrados a partir de Méxicoleaks, la Secretaría de Salud del Estado de Michoacán gastó 14 millones de pesos en 2015 en la compra de 8 camionetas Jeep Cherokee, cada una con un costo de 442 mil 241 pesos. Dichos vehículos fueron asignados a altos funcionarios; Carlos Esteban Aranza Doniz, secretario de Salud; Luz Arlette Saavedra Romero, secretaria técnica; y al director de los servicios de salud, José Antonio Mata Hernández.[13]
- El gobierno de Rafael Moreno Valle, gobernador de Puebla de 2010 a 2016, compró los servicios de una empresa denominada Scientia Aprendizaje Significativo S.C, la cual recibió 15,5 millones de pesos para capacitar y asesorar a la Secretaría de Salud de Puebla, al Instituto Municipal de Planeación Estatal y al Banco del Ahorro Nacional y Servicios Financieros. Los documentos filtrados a través de Méxicoleaks revelaron que la empresa, originalmente fundada por dos campesinas que recibieron 2 mil pesos por firmar los documentos, es administrada y pertenece al Grupo Imagina México (GIM), empresa de Fernando Manzanilla Prieto, cuñado de Moreno Valle y exsecretario de gobierno de 2011 a 2013 en su administración. Los documentos muestran, además, que la empresa fantasma se encontraba ubicada en el mismo lugar donde se encuentra GIM, en Séneca 55 en le colonia Polanco en la Ciudad de México.[14]
- Una filtración reveló que el presidente del Comité Ejecutivo Nacional del PRI, Enrique Ochoa Reza, recibió un cheque de 1,2 millones de pesos (60 mil dólares norteamericanos) en septiembre de 2016, por concepto de liquidación por la finalización de su actividad dentro de la Comisión Federal de Electricidad, de la cual fue director hasta antes de ser designado como presidente del partido, al que también está adscrito Enrique Peña Nieto. Lo irregular de dicho pago, es que corresponde a la separación del puesto mediante liquidación, siendo que Ochoa Reza renunció de forma voluntaria con lo cual no hubiera aspirado a un pago de esa naturaleza.[15]
- El sitio de noticias Lado B recibió una denuncia realizada al gobierno de Rafael Moreno Valle por las obras de un parque turístico en San Andrés Cholula que están destruyendo el patrimonio histórico de la Gran Pirámide de Cholula, a pesar de que el Instituto Nacional de Antropología e Historia no ha otorgado un permiso para dicha intervención.[16]

## Reconocimientos
En junio de 2016, Méxicoleaks recibió el premio Frida 2016, del Fondo Regional para la Innovación Digital en América Latina y el Caribe, el cual se entrega a iniciativas que hayan contribuido al desarrollo social y económico en Latinoamérica, y consiste en una aportación monetaria y también acceso al Foro de Gobernanza de Internet de 2016, que se realizará en Guadalajara del 6 al 9 de diciembre de 2016.